# 437 (numero)
Quattrocentotrentasette (437) è il numero naturale dopo il 436 e prima del 438.

## Proprietà matematiche
- È un numero dispari.
- È un numero composto con 4 divisori: 1, 19, 23, 437. Poiché la somma dei suoi divisori (escluso il numero stesso) è 43 < 437, è un numero difettivo.
- È un numero semiprimo.
- È un numero omirpimes.
- È un numero palindromo nel sistema di numerazione posizionale a base 9 (535).
- È un numero congruente.
- È parte delle terne pitagoriche (84, 437, 445), (437, 4140, 4163), (437, 5016, 5035), (437, 95484, 95485).
- È un numero malvagio.

## Astronomia
- 437P/Lemmon-PANSTARRS è una cometa periodica del sistema solare.
- 437 Rhodia è un asteroide della fascia principale del sistema solare.
- NGC 437 è una galassia spirale della costellazione dei Pesci.

## Astronautica
- Cosmos 437 è un satellite artificiale russo.

## Altri ambiti
Code page 437 (CP 437) è una codifica di caratteri.